# Kenrich Williams
Kenrich Lo Williams (Waco, 2 december 1994) is een Amerikaans basketballer die sinds 2020  uitkomt voor de Oklahoma City Thunder.

## Carrière
Williams speelde collegebasketbal tijdens het seizoen 2013/14 voor het New Mexico Junior College en van 2014 tot 2018 voor de TCU Horned Frogs. Hij stelde zich in 2018 beschikbaar voor de NBA draft waarin hij niet werd uitgekozen. Enkele dagen later werd hij door de Denver Nuggets toegevoegd aan hun team voor de NBA Summer League. Op 24 juli 2018 tekende Williams een contract bij de New Orleans Pelicans. Williams maakte zijn NBA-debuut op 17 oktober 2018 tijdens een wedstrijd van de Pelicans tegen de Houston Rockets. Tijdens zijn rookie-seizoen werd Williams uitgeleend aan de Westchester Knicks en later ook aan de Texas Legends, beiden teams in de NBA G League. Na twee seizoenen bij de New Orleans Pelicans werd Williams op 23 november 2020 geruild naar de Oklahoma City Thunder. In zijn eerste seizoen in Oklahoma was Williams goed voor een gemiddelde van 8 punten, 4,1 rebounds en 2,3 assists per wedstrijd. Williams, die voornamelijk vanop de bank werd uitgespeeld, tekende op op 20 juli 2022 een vernieuwd contract voor 4 seizoenen bij de Oklahoma City Thunder.
Oklahoma sloot het reguliere seizoen 2024/25 af als beste ploeg met 68 overwinningen. In de playoffs was Williams met Oklahoma achtereenvolgens te sterk voor de Memphis Grizzlies en de Denver Nuggets. In de finale van de Western conference won Oklahoma met 4-1 van de Minnesota Timberwolves zodat Williams met Oklahoma in de NBA Finale mocht spelen tegen de Indiana Pacers. In deze NBA Finale was Oklahoma in 7 wedstrijden de betere van Indiana, waardoor Williams een eerste NBA-titel op zijn palmares mocht bijschrijven.

## Erelijst
- NBA-kampioen: 2025

## Statistieken
| Legenda | Legenda                | Legenda | Legenda                 | Legenda | Legenda               |
| ------- | ---------------------- | ------- | ----------------------- | ------- | --------------------- |
| WG      | Wedstrijden gespeeld   | WS      | Wedstrijden als starter | MPW     | Minuten per wedstrijd |
| FG%     | Fieldgoal-percentage   | 3P%     | Drie-punterpercentage   | VW%     | Vrije-worppercentage  |
| RPW     | Rebounds per wedstrijd | APW     | Assists per wedstrijd   | SPW     | Steals per wedstrijd  |
| BPW     | Blocks per wedstrijd   | PPW     | Punten per wedstrijd    | Vet     | Hoogste in carrière   |

### Regulier seizoen
| Seizoen    | Team                  | WG  | WS | MPW  | 2P%  | 3P%  | FW%  | RPW | APW | SPW | BPW | PPW |
| ---------- | --------------------- | --- | -- | ---- | ---- | ---- | ---- | --- | --- | --- | --- | --- |
| 2018/19    | New Orleans Pelicans  | 46  | 29 | 23,5 | 38,4 | 33,3 | 68,4 | 4,8 | 1,8 | 1,0 | 0,4 | 6,1 |
| 2019/20    | New Orleans Pelicans  | 39  | 18 | 21,3 | 34,7 | 25,8 | 34,6 | 4,8 | 1,5 | 0,7 | 0,5 | 3,5 |
| 2020/21    | Oklahoma City Thunder | 66  | 13 | 21,6 | 53,3 | 44,4 | 57,1 | 4,1 | 2,3 | 0,8 | 0,3 | 8,0 |
| 2021/22    | Oklahoma City Thunder | 49  | 0  | 21,9 | 46,1 | 33,9 | 54,5 | 4,5 | 2,2 | 0,9 | 0,2 | 7,4 |
| 2022/23    | Oklahoma City Thunder | 53  | 10 | 22,8 | 51,7 | 37,3 | 43,6 | 4,9 | 2,0 | 0,8 | 0,3 | 8,0 |
| 2023/24    | Oklahoma City Thunder | 69  | 1  | 14,9 | 46,8 | 39,7 | 50,0 | 3,0 | 1,3 | 0,6 | 0,1 | 4,7 |
| 2024/25    | Oklahoma City Thunder | 69  | 7  | 16,4 | 48,3 | 38,6 | 71,8 | 3,5 | 1,4 | 0,6 | 0,1 | 6,3 |
| Carrière0, | Carrière0,            | 392 | 78 | 19,9 | 47,0 | 36,5 | 54,9 | 4,1 | 1,8 | 0,8 | 0,3 | 6,4 |

### Playoffs
| Seizoen  | Team                  | WG | WS | MPW | 2P%  | 3P%  | FW%  | RPW | APW | SPW | BPW | PPW |
| -------- | --------------------- | -- | -- | --- | ---- | ---- | ---- | --- | --- | --- | --- | --- |
| 2023/24  | Oklahoma City Thunder | 7  | 0  | 4,5 | 25,0 | 0,0  | -    | 1,1 | 0,4 | 0,1 | 0   | 0,6 |
| 2024/25  | Oklahoma City Thunder | 16 | 0  | 8,6 | 40,0 | 20,0 | 50,0 | 2,2 | 0,4 | 0,4 | 0,1 | 2,4 |
| Carrière | Carrière              | 23 | 0  | 7,3 | 37,5 | 16,0 | 50,0 | 1,9 | 0,4 | 0,3 | 0   | 1,9 |

2 Gilgeous-Alexander · 
3 Jones · 
5 Dort · 
6 Jay. Williams · 
7 Holmgren · 
8 Jal. Williams · 
9 Caruso · 
11 Joe · 
13 Dieng · 
14 Flagler · 
15 Carlson · 
21 Wiggins · 
22 Wallace · 
25 Mitchell · 
34 K. Williams · 
55 Hartenstein · 
88 Ducas · 
Coach Daigneault